# Понинский, Александр Оскар Франтишек
Александр Оскар Франтишек Понинский (пол. Aleksander Oskar Franciszek Poniński; 23 января 1856, Станиславов — 24 октября 1915, Львов) — польский князь, чиновник, помещик, консервативный политик, депутат Государственного Совета Австро-Венгрии.

## Биография
Представитель польского магнатского рода Понинских герба «Лодзя». Третий (младший) сын старосты тарнувского, князя Людвика Никодима Понинского (1827—1893) и Паулины Леопольдины Ореховской (1830—1904).
Окончил гимназию во Львове (1874). Изучал право в университетах Львова (1874—1877) и Вены (1877—1879), в 1882 году получил в Ягеллонском университете степень доктора права. В течение года служил в австрийской армии в качестве добровольца 13-го уланского полка. Был назначен подполковником (20 июля 1905 года), остался в резерве. После окончания института работал клерком в Государственной казначейской прокуратуре в Вене (1879—1880), а затем в качестве сотрудника в совместной боснийской комиссии Министерства финансов (1881—1885). Затем он работал с января 1887 года секретарем в казначейском управлении в Тресте (1886—1887), финансовым директором казначейского управления в Дубровнике, Далмация (1888—1894). В 1901 году вышел в отставку.
Землевладелец, владелец обширных земельных владений в Хорынце, Подемшызне и Тарасувке в Цешинском повяте, а также ему принадлежали небольшой остров Туссель-Дакса на Адриатике недалеко от Дубровника (Рагуза) и поместье Дюрклаухт в Нижней Австрии. Главный создатель Хорынцкой библиотеки — одной из крупнейших частных коллекций в Галиции. В 1904—1912 годах он перестроил и расширил дворец в стиле барокко в Хорынце в соответствии с планами краковского архитектора Теодора Таловского. Будучи известным коллекционером на стенах дворца, он создал большую галерею портретной живописи. Член районного отдела в Цешануве, Галицкое земельное кредитное общество (1904—1914 годы).
Консерватор по убеждению, связанный с краковскими станчиками. Член Государственного совета Австрии 10-го срока (3 марта 1903 — 30 января 1907), избранный в курии I большей земельной собственности, из избирательного округа № 10 (Яворов-Мостиска-Цешанув). Он получил мандат после отставки Влодзимежа Козловского (который победил в двух округах и он решил принять мандат в избирательном округе № 16). В австрийском парламенте он принадлежал к группе консервативных депутатов из Краковского польского кружка в Вене, работал в различных комитетах кружка, в том числе в таможенной и водочной комиссии, он также участвовал в прибыльности производства спиртзавода и восстановлении труб для питьевого водоснабжения в Величке. Член Повятовского совета в Цешануве (1903—1914).
59-летний князь Александр Понинский скончался 24 декабря 1915 года во Львове, похоронен в фамильной гробнице в часовне, которую он построил на кладбище в Хорынце.

## Награды
- Орден Железной Короны, 3-й класс (25 октября 1890 г.)
- Орден Франца Иосифа
- Почетный камергер, почетный гражданин Цешанува (с 1890 г.)[4].

## Семья
8 сентября 1885 года в Зальцбурге Александр Понинский женился на герцогине Ольге Альфреде Розе фон Вреде (25 июня 1867 — 9 августа 1938), дочери Альфреда Карла Иоганна фон Вреде (1844—1911) и Розы фон Мак (1831—1915).
У них было трое детей:
- Роза Альфреда Людвика Понинская (2 июня 1886, Вена — 20 декабря 1918, Варшава), жена с 1910 года Станислава Франтишека Юзефа Карловского (1879—1939)
- Паулина Роза Ида Понинская (5 мая 1890 — 14 июня 1899, Львов)
- Каликст Михал Валентин Понинский (26 мая 1895, Краков — 5 января 1920, Хорынец-Здруй)[7].